# Нептунус (линейный корабль, 1758)
«Нептунус» — парусный линейный корабль Балтийского флота Российской империи, один из кораблей типа «Пётр Второй», участник Семилетней войны, в том числе осады Кольберга.

## Описание судна
Один из девятнадцати парусных 54-пушечных линейных кораблей типа «Пётр II», строившихся с 1724 по 1768 год на верфях Архангельска и Санкт-Петербурга. Всего в рамках серии было построено девятнадцать линейных кораблей.
Длина корабля по сведениям из различных источников составляла 43,57—43,6 метра, ширина от 11,6 до 12,6 метра, а осадка от 5,1 до 5,5 метра. Вооружение судна составляли 54 орудия, включавшие восемнадцати-, восьми- и четырёхфунтовые пушки, а экипаж состоял из 440 человек.

## История службы
Линейный корабль «Нептунус» был заложен на Соломбальской верфи 29 апреля (10 мая) 1757 года и после спуска на воду 20 (31) мая 1758 года вошёл в состав Балтийского флота России. Строительство корабля вёл корабельный мастер майорского, а затем подполковничьего ранга И. В. Ямес. В июле и августе того же года совершил переход из Архангельска в Ревель.
Принимал участие в Семилетней войне. В ходе кампании 1759 года с сентября по ноябрь находился в составе эскадры, перевозившей русские войска из Ревеля в Данциг, а в ноябре ушёл на зимовку в Ревель. В кампанию следующего 1760 года с 3 (14) по 15 (26) августа в составе ревельской эскадры совершил переход из Ревеля к Кольбергу, где с 17 (28) августа по 8 (19) сентября в составе отряда принимал участие в бомбардировке крепости. 10 (21) сентября погрузил на борт войска, в составе эскадры ушёл от Кольберга и 18 (29) сентября пришёл в Ревель, а затем перешёл в Кронштадт.
В кампанию 1761 года с 13 (24) июня по 30 (30) июля находился в составе эскадры, доставившей из Кронштадта к Рюгенвальде русские войска. После высадки войск, корабль ушёл к Кольбергу и присоединился к его морской блокаде. В августе того же года сопровождал из Пиллау к Кольбергу галиот с провиантом для флота на борту. 24 октября (4 ноября) корабль вернулся в Ревель. В кампанию следующего 1762 года в составе ревельской эскадры контр-адмирала Г. А. Спиридова с июня по август перевозил из Кольберга в Ревель русские войска.
В 1764 году принимал участие в практическом плавании эскадры кораблей Балтийского флота в Финском заливе до острова Готланд. 2 (13) июля принимал участие в показательном сражении в заливе Рогервик, за сражением с берега наблюдала императрица Екатерина II.
1 (12) августа 1764 корабль «Нептунус» пришёл в Кронштадт, с тех пор в море не выходил и находился в Кронштадте, где по окончании службы в 1771 году и был разобран.

## Командиры корабля
Командирами линейного корабля «Нептунус» в разное время служили:
- капитан 3-го ранга Н. Пушкин (1759 год)[13];
- капитан 3-го ранга Т. П. Канавин (1760 год)[14];
- капитан 3-го ранга Ф. И. Неклюдов (1761 год)[15];
- капитан 3-го ранга М. Киреевский (1762 год)[16];
- капитан 2-го ранга Н. Панов (1764 год)[17]

### Комментарии
1. ↑  Также в серию входили линейные корабли «Пётр Второй» (головной корабль проекта), «Выборг», «Новая Надежда», «Северная Звезда», «Азов», «Астрахань», «Святой Андрей», «Кронштадт», «Святой Пантелеймон», «Святой Исаакий», «Святой Николай», «Шлиссельбург», «Азия», два корабля «Город Архангельск» 1735 и 1761 годов постройки и два корабля «Варахаил» 1749 и 1752 годов постройки и корабль «Нептунус» 1736 года постройки.
2. ↑  143 фута.
3. ↑  38—40 футов.
4. ↑  16 футов 7 дюймов.